# Herkul (mitologija)
Herkul je lik iz rimske mitologije, pandan Heraklu u grčkoj mitologiji.
Najslavniji grčki junak, sin Zeusa i Alkmene, najljepše žene tog vremena. Alkmena je bila supruga kralja Amfitriona, a poznata po svom gracioznom hodu i divnom držanju. 
Kada je jednom prilikom Amfitrion bio odsutan, lukavi Zeus se preobratio u njegov lik i obljubio Alkmenu. Kasnije se rodio sin Herkul. Bogovi su voljeli Herkula, svi osim Zeusove supruge Here. Ali jednom dok je Hera spavala prinijeli su joj malog Herkula da ga podoji. Dijete je međutim toliko snažno povuklo mlijeko da se boginja s vriskom probudila i otrgnula od Herkula. Tada se njeno mlijeko prolilo i od njega je nastao Mliječni put. Priča dalje kaže da je Herkul ipak okusio nešto od Herinog mlijeka i to mu je dalo božansku snagu.
Herkula je prihvatio njegov očuh Amfitrion, a majka mu je osigurala mnogobrojne učitelje iz filozofije, književnosti i astronomije. Bogovi su prorekli da će Herkul vladati Perzejevim kraljevstvom. Ljubomorna Hera ga nikako nije voljela pa se pobrinula da kralj bude njegov plašljivi i nemilosrdni rođak Euristej, a da Herkul bude u njegovim rukama sve dok ne ispuni 12 teških zadataka koje je odabrao Euristej.
Dvanaest Herkulovih zadataka: 
1. Ubiti Nemejskoga lava;
2. Ubiti Lernejsku hidru (aždaja s devet glava);
3. Uhvatiti kerinejsku košutu;
4. Ubiti surimatskog vepra;
5. Očistiti štale elidskog kralja Augija;
6. Pobiti sve Stinfalijske ptice;
7. Ukrotiti kretskog bika;
8. Dovesti Diomedove kobile-ljudoždere;
9. Donijeti Hipolitin pojas;
10. Dotjerati Herionova goveda;
11. Donijeti zlatne jabuke iz vrta Hesperida;
12. Dovesti Hadovog psa Kerbera;

Naoružan lukom i strijelom i čvornovatom batinom od masline i obučen u neprobojnu kožu Nemejskog lava Herkul je sve ove poduhvate uspješno izvršio i tako se proslavio kao najveći grčki heroj. Na srednjovjekovnim kartama se vidi kako se Herkul bori u klečećem stavu s troglavim psom Kerberom, a u lijevoj ruci drži strašnu batinu. 
Pošto je Herkul sve zadatke uspješno izvršio bogovi su ga primili na Olimp, dok mu je Hera dozvolila da se oženi njenom kćerkom Hebom.